# Alois Mudruňka
Alois Mudruňka (12. září 1888, Uhersko u Pardubic – 3. dubna 1956, Praha) byl český malíř a grafik, pedagog na Uměleckoprůmyslové škole v Praze.

## Tvorba malířská a grafická

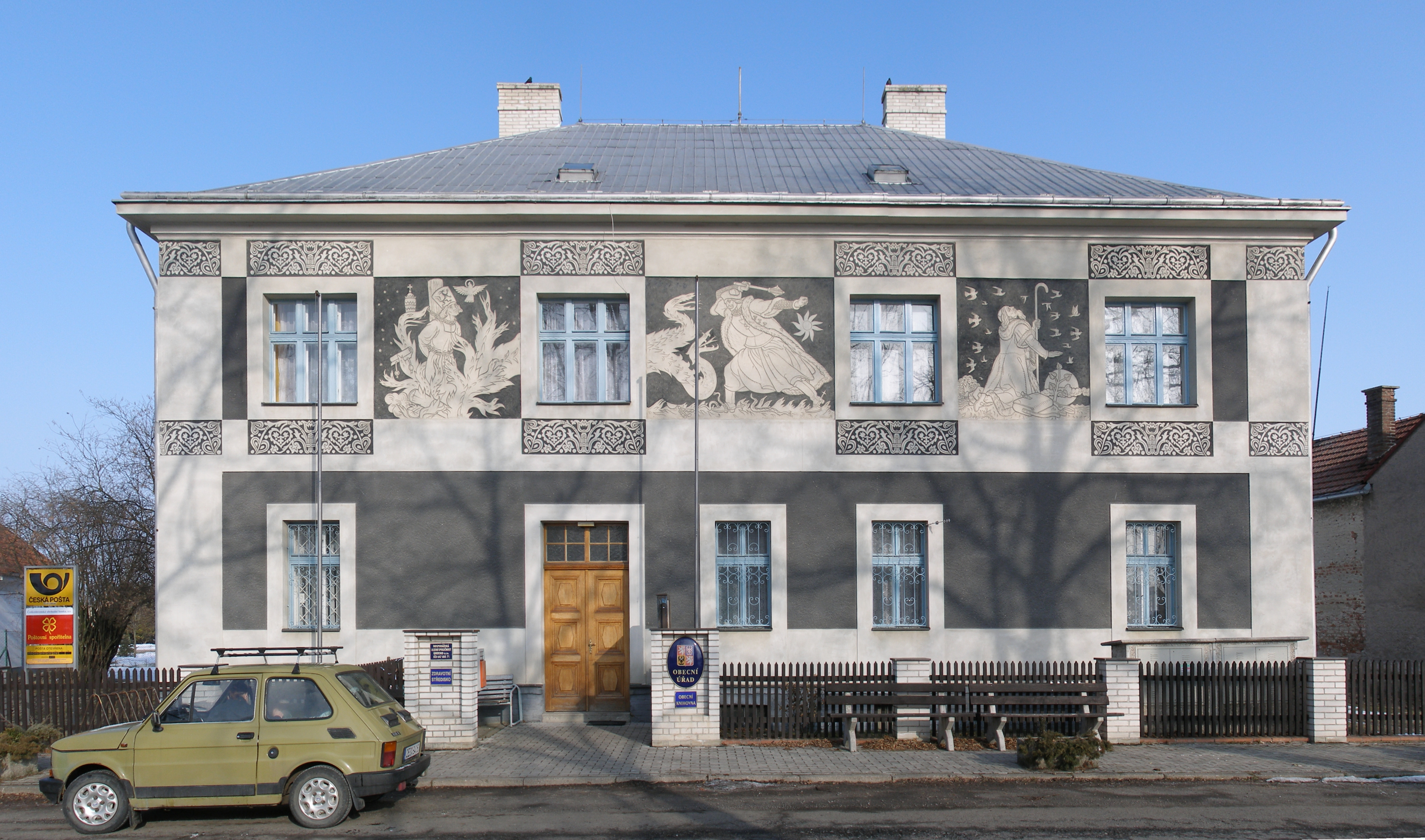
Mudruňkova sgrafita na obecním úřadu v jeho rodném Uhersku

Z četných grafických prací je nejznámější první papírová dvacetikoruna Československa, platná v období 1926–1945. Dále je znám jako spoluautor československé papírové desetikoruny, platné v období 1927–1945, a jako autor příplatkových přetisků na československé poštovní známky z roku 1920.

## Knižní ilustrace
- Poupata – čítanka malých, Josef Kožíšek, UNIE, 1913
- Pestří motýli, František Serafínský Procházka
- Šest trpaslíků, Vratislav Velich, Tiskařské a vydavatelské družstvo rolnické

## Filosofické úvahy
- Sum, ergo cogito, 1906
- Zákon, 1933
- Číňan, 1934
- Jsme nuly
- Kacíř, 1934
- Duch, 1935
- Připomínka, 1939